# Budinszki Barbara
Budinszki Barbara (Dunaújváros, 1979. december 5. –) amatőr lovas, dunaújvárosi ruhakereskedő.
A világhírű magyar versenyló Overdose munkalovasa. A versenyló rendkívüli módon ragaszkodik hozzá. Ha idegen környezetben nincsenek egymás közelében, a fiatal csődör idegesen rúgkapál.  Külföldön, különösen, ha a ló nyitott, angol istállót kap, Budinszki Barbarának hallótávolságon belül kell szállást keresni. Szakemberek véleménye szerint Overdose addig lesz teljes értékű versenyző, míg itthoni munkalovasa, Budinszki Barbara mindenhová elkíséri.

## Életpályája
A lovakkal már kisgyermekként kapcsolatba került édesapja révén, aki hobbiszinten űzte a lovaglást. A lovardában póniló is volt, Barbara ötévesen kezdett lovagolni.
2002 májusában Köteles Bertalanhoz került, akit mesterének tart. Miután megszűnt az istálló, Köteles felajánlotta neki, hogy segít neki helyet szerezni Ribárszki Sándornál, amennyiben komolyan foglalkozik a galoppal. Az együttműködés azóta is tart. 2003 óta lovagol a Kincsem Parkban, ez alatt az idő alatt 87 versenyen indult és hat győzelmet aratott.
2009 végén Mikóczy Zoltán, Overdose tulajdonosa úgy döntött, hogy a 2010-es év első két hónapját Hoppegartenben tölti a ló, Ribárszki Sándor felügyelete alatt és Budinszky Barbara kezei között, hogy a megszokott csapat készíthesse fel az új versenyszezonra. Overdose továbbra is magyar színekben fog versenyezni, felkészítését a Nemzeti Lóverseny Kft. támogatja.

### Eredményei
- 2005. május 1. Kincsem Park, Nikita (tulajdonos Farkas Tibor), első helyezés.

## Külső hivatkozások
- Barbara Budinszki rides Hungarian race horse Overdose in training in Dunakeszi September 10, 2008.
- Életem, Overdose - Kincsem utóda - A mi emberünk
- Overdose a veretlen 11 (képek), www.farkashazy.hu